# Серия Гран-при по фигурному катанию сезона 2018/2019
Серия Гран-при по фигурному катанию сезона 2018/2019 — комплекс ежегодных коммерческих турниров по фигурному катанию среди лучших фигуристов планеты (по рейтингу ИСУ), которые прошли с середины октября до начала декабря 2018 года. Спортсмены на 6 этапах серии соревновались в категориях мужское и женское одиночное катание, парное катание и танцы на льду. За занятые места им присуждались баллы от 15 (за первое) до 3 (за восьмое). Лучшие шесть спортсменов (пар) выступили в финале серии.
Также в августе-октябре 2018 года прошли этапы юношеского Гран-при; были проведены семь этапов. Финал состоялся вместе с основным.

## Участники
В серии Гран-при по фигурному катанию сезона 2018—2019 имеют право принять участие фигуристы, достигшие возраста 15 лет на 1 июля 2018 года.
До соревнований серии Гран-при на каждый этап допускаются до 12 одиночников как среди мужчин так и женщин, до 8 пар в спортивных парах и до 10 в танцевальных.
Чтобы принять участие в Гран-при сезона, фигуристы должны были заработать на турнирах до начала серии, как минимум, следующие баллы:
| Вид     | Баллы  |
| Мужчины | 160.67 |
| Женщины | 130.97 |
| Пары    | 135.42 |
| Танцы   | 113.74 |
| ------- | ------ |

До юношеского Гран-при допускаются все желающие, но согласно квотам для каждой страны, на основе предыдущего чемпионата мира среди юниоров.

## Взрослый турнир
Осенью 2017 года ИСУ определился со временем проведения этапов Гран-при на осень следующего года. В конце 2016 года было принято решение провести финал в данном году в Ванкувере. В начале лета 2018 года ИСУ утвердил города, где пройдут этапы Гран-при (за исключением китайского).
| Турнир                        | Место проведения     | Начало          | Окончание       |
| ----------------------------- | -------------------- | --------------- | --------------- |
| Skate America 2018            | США, Эверетт         | 19 октября 2018 | 21 октября 2018 |
| Skate Canada 2018             | Канада, Лаваль       | 26 октября 2018 | 28 октября 2018 |
| Гран-при Финляндии 2018       | Финляндия, Хельсинки | 2 ноября 2018   | 4 ноября 2018   |
| NHK Trophy 2018               | Япония, Хиросима     | 9 ноября 2018   | 11 ноября 2018  |
| Cup of Russia 2018            | Россия, Москва       | 16 ноября 2018  | 18 ноября 2018  |
| Internationaux de France 2018 | Франция, Гренобль    | 23 ноября 2018  | 25 ноября 2018  |
| Финал Гран-при 2018/2019      | Канада, Ванкувер     | 5 декабря 2018  | 9 декабря 2018  |

В середине июня представители китайской федерации заявили, что в текущий сезон ни один турнир не будет проведён в КНР. Третий этап возможно будет проведён в тот же срок в Южной Корее. Однако и азиатские страны не смогли подготовиться к этапам и в конце июля ИСУ передал это право Финляндии.

## Юниорский турнир
ИСУ определился с местами и временем проведения юниорских этапов Гран-при на август и осень 2018 года.
| Турнир                             | Место проведения     | Начало           | Окончание        |
| ---------------------------------- | -------------------- | ---------------- | ---------------- |
| Этап в Словакии                    | Словакия, Братислава | 22 августа 2018  | 25 августа 2018  |
| Этап в Австрии                     | Австрия, Линц        | 29 августа 2018  | 1 сентября 2018  |
| Этап в Литве                       | Литва, Каунас        | 5 сентября 2018  | 8 сентября 2018  |
| Этап в Канаде                      | Канада, Ванкувер     | 12 сентября 2018 | 15 сентября 2018 |
| Этап в Чехии                       | Чехия, Острава       | 26 сентября 2018 | 29 сентября 2018 |
| Этап в Словении                    | Словения, Любляна    | 3 октября 2018   | 6 октября 2018   |
| Этап в Армении                     | Армения, Ереван      | 10 октября 2018  | 13 октября 2018  |
| Юниорский финал Гран-при 2018/2019 | Канада, Ванкувер     | 5 декабря 2018   | 9 декабря 2018   |

В середине июня представители китайской федерации заявили, что в текущий сезон ни один турнир не будет проведён в КНР. Четвёртый юниорский этап будет проведён на неделю ранее в канадском городе Ванкувер.

## Баллы

### Основной турнир
За занятые на каждом этапе места спортсмены получат баллы по следующему принципу:
| Занятое место | Баллы (одиночники и одиночницы) | Баллы (спортивные пары и танцоры) |
| ------------- | ------------------------------- | --------------------------------- |
| 1 место       | 15 баллов                       | 15 баллов                         |
| 2 место       | 13 баллов                       | 13 баллов                         |
| 3 место       | 11 баллов                       | 11 баллов                         |
| 4 место       | 9 баллов                        | 9 баллов                          |
| 5 место       | 7 баллов                        | 7 баллов                          |
| 6 место       | 5 баллов                        | 5 баллов                          |
| 7 место       | 4 балла                         |                                   |
| 8 место       | 3 балла                         |                                   |

### Юниорский турнир
В юниорском Гран-при баллы начисляются по иной системе:
| Занятое место | Баллы (одиночники и одиночницы) | Баллы (спортивные пары и танцевальные пары) |
| ------------- | ------------------------------- | ------------------------------------------- |
| 1 место       | 15 баллов                       | 15 баллов                                   |
| 2 место       | 13 баллов                       | 13 баллов                                   |
| 3 место       | 11 баллов                       | 11 баллов                                   |
| 4 место       | 9 баллов                        | 9 баллов                                    |
| 5 место       | 7 баллов                        | 7 баллов                                    |
| 6 место       | 5 баллов                        | 5 баллов                                    |
| 7 место       | 4 балла                         | 4 балла                                     |
| 8 место       | 3 балла                         | 3 балла                                     |
| 9 место       | 2 балла                         |                                             |
| 10 место      | 1 балл                          |                                             |

## Взрослый состав Гран-при
Взрослый состав участников Гран-при полностью регламентируется правилами ИСУ. По его результатам определяются участники Финала.

### Медальный зачёт
На шести этапах Гран-при будет разыграно 24 комплекта медалей. Ещё 4 комплекта разыграют на самом финале. Таблица приведена после финала Гран-при:
| Место | Страна           | Золото | Серебро | Бронза | Всего |
| ----- | ---------------- | ------ | ------- | ------ | ----- |
| 1     | Россия           | 9      | 9       | 11     | 29    |
| 2     | Япония           | 8      | 5       | 2      | 15    |
| 3     | США              | 7      | 2       | 6      | 15    |
| 4     | Франция          | 4      | 0       | 0      | 3     |
| 5     | Италия           | 0      | 4       | 2      | 6     |
| 6     | Китай            | 0      | 3       | 0      | 3     |
| 7     | Чехия            | 0      | 2       | 0      | 2     |
| 8     | Канада           | 0      | 1       | 3      | 4     |
| 9     | Испания          | 0      | 1       | 0      | 1     |
| 9     | Грузия           | 0      | 1       | 0      | 1     |
| 11    | Республика Корея | 0      | 0       | 4      | 4     |
| Итог  | Итог             | 28     | 28      | 28     | 84    |

## Медальный зачёт юношеского Гран-при
На семи этапах юношеского Гран-при будут разыграны 25 комплектов медалей, ещё 4 комплекта будут разыграны в финале. Таблица приведена перед финалом.
| Место | Страна           | Золото | Серебро | Бронза | Всего |
| ----- | ---------------- | ------ | ------- | ------ | ----- |
| 1     | Россия           | 19     | 13      | 10     | 42    |
| 2     | США              | 3      | 4       | 2      | 9     |
| 3     | Канада           | 2      | 1       | 3      | 6     |
| 4     | Франция          | 1      | 0       | 1      | 2     |
| 5     | Япония           | 0      | 3       | 5      | 8     |
| 6     | Республика Корея | 0      | 2       | 2      | 4     |
| 7     | Грузия           | 0      | 2       | 0      | 2     |
| 8     | Италия           | 0      | 0       | 1      | 1     |
| 8     | Украина          | 0      | 0       | 1      | 1     |
| Итог  | Итог             | 25     | 25      | 25     | 75    |